# Иконому, Михалис

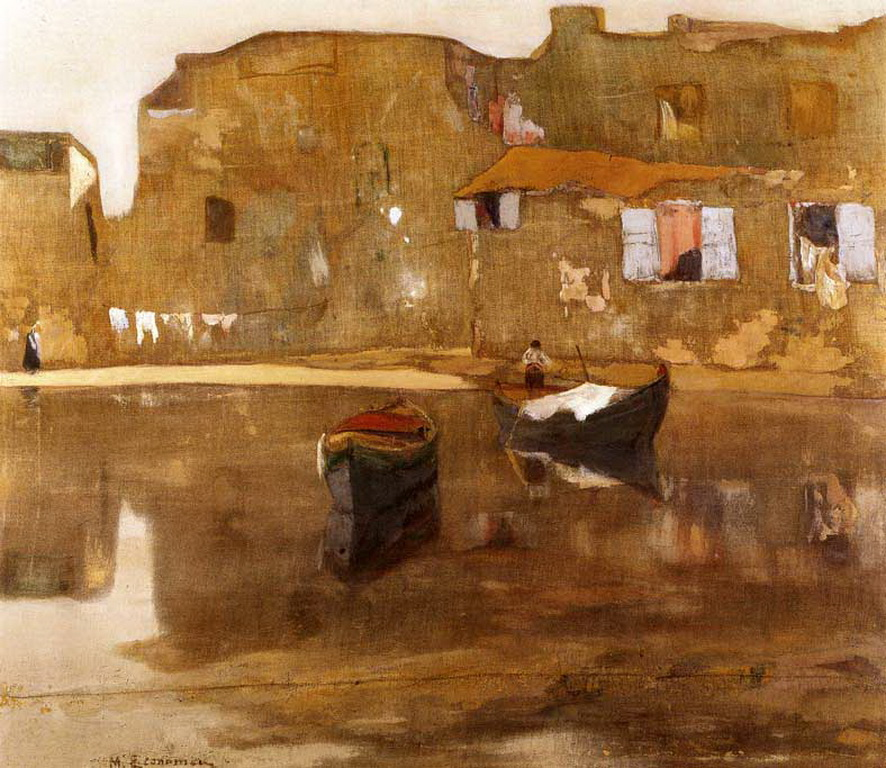
«Martigues»

 Михалис Иконо́му  (греч.  Μιχάλης Οικονόμου, 1888 год, Пирей — 1933 год, Афины) — греческий художник начала 20-го века. Видный представитель греческой живописи межвоенного периода.

## Биография

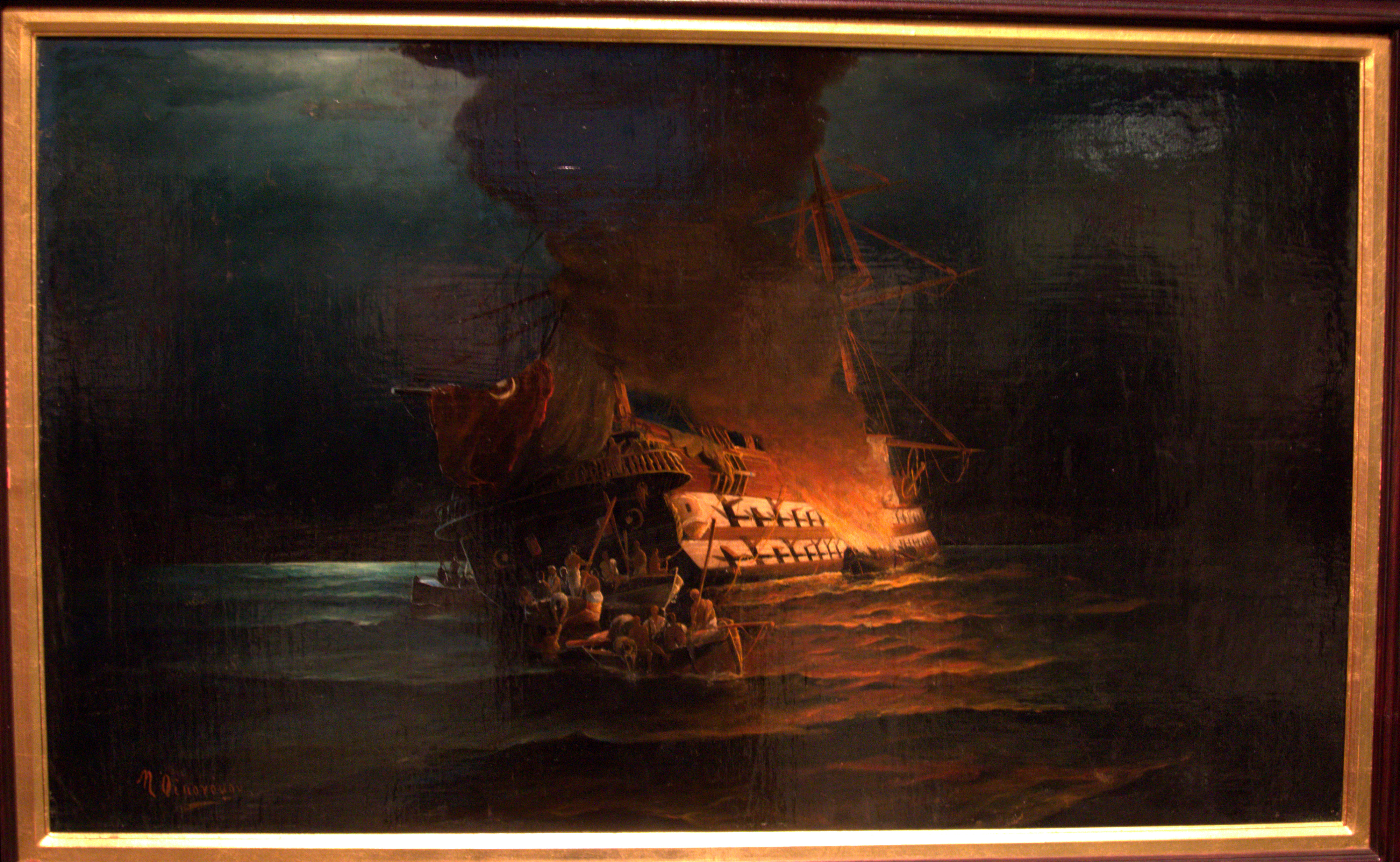
«Сожжение турецкого двухпалубного корабля»

Михалис Иконому родился в Пирее 1888 году. Первые уроки живописи получил у проживавшего в Пирее известного греческого художника Константина Воланакиса. В 1906 году Иконому отправился в Париж учиться на инженера-кораблестроителя.
Познакомившись с современными художественными течениями французской столицы, с греческим художником Периклом Византиосом и испанским художником Хуаном Грисом, поступил в парижскую Школу изящных искусств.
С 1913 по 1926 годы Михалис Иконому организовал две персональные выставки в Париже и одну в Лондоне и одновременно принял участие во многих групповых выставках.
В 1926 году Михалис Иконому вернулся в Грецию и обосновался в Афинах. Свою первую персональную выставку он организовал в обществе «Парнас». Вторую персональную выставку в Греции организовал в 1929 году в Муниципальном театре Пирея.
В 1932 году Иконому был помещён в психиатрическую больницу «Дромокаитио», страдал от прогрессирующего церебрального паралича, который произошёл от сифилиса. В мае следующего года Иконому умер в больнице.
В 1961 году афинская галерея Армос организовала выставку-ретроспективу работ художника.
Работы Иконому хранятся и выставляются в Национальной галерее Греции, других греческих и европейских галереях а также в частных коллекциях.

## Работы
Его работы почти полностью состоят из пейзажей южной Франции и Греции и характеризуются как истинный импрессионизм. Любимыми темами художника были уединённые дома на берегу моря, лодки и церквушки. В его стиле заметно влияние группы Наби.
Михалис Иконому считается одним из самых значительных и представительных греческих живописцев межвоенного периода.
Пейзажи Иконому вызывают большой интерес на международных аукционах произведений искусств и сопровождаются работами современных искусствоведов, посвящённых художнику.